# Kristinehamn (comuna)
Kristinehamn (em sueco: Kristinehamn kommun) é uma comuna da Suécia localizada no condado de Varmlândia. Sua capital é a cidade de Kristinehamn. Possui 755 quilômetros quadrados e segundo censo de 2018, havia 24 336 habitantes.